# Lagranżjan
Lagranżjan (inaczej funkcja Lagrange’a) – gęstość funkcjonału działania {\displaystyle S} charakteryzująca właściwości mechaniczne układu fizycznego.

## Mechanika klasyczna
W nierelatywistycznej mechanice klasycznej lagranżjan zdefiniowany jest wzorem:
{\displaystyle L(q(t),{\dot {q}}(t),t)=T(q(t),{\dot {q}}(t),t)-U(q(t),{\dot {q}}(t),t),}
gdzie:
{\displaystyle T} – energia kinetyczna,
{\displaystyle U} – uogólniona energia potencjalna.
Lagranżjan ma podstawowe znaczenie w sformułowaniu zasady najmniejszego działania. Mianowicie, ruch układu w mechanice klasycznej opisywany jest za pomocą trajektorii {\displaystyle q(t)} opisującej zależność położenia układu w przestrzeni konfiguracyjnej od czasu. Zgodnie z zasadą najmniejszego działania ruch układu mechanicznego przebiega w taki sposób, że funkcjonał {\displaystyle S} nazywany działaniem, obliczony w przestrzeni wszystkich możliwych funkcji {\displaystyle q(t),} jest stacjonarny, czyli nie zmienia swojej wartości przy nieskończenie małej zmianie (wariacji) toru (np. jest tak w otoczeniu ekstremali funkcjonału). Funkcjonał ten ma postać całki po czasie:
{\displaystyle S[q]=\int \limits _{t_{0}}^{t_{1}}L(q(t),{\dot {q}}(t),t)dt,}
We wzorze tym {\displaystyle L(q(t),{\dot {q}}(t),t)} oznacza lagranżjan, a {\displaystyle {\dot {q}}} oznacza pochodną {\displaystyle q} po czasie.

## Teoria pola
W teorii pola lagranżjan jest całką po współrzędnych przestrzennych {\displaystyle x^{1},x^{2},x^{3}} z gęstości lagranżjanu {\displaystyle {\mathcal {L}}} (często nazywanej nieściśle lagranżjanem):
{\displaystyle L=\int d^{3}x\,{\mathcal {L}}(\varphi (x^{\mu }),\partial _{\mu }\varphi (x^{\mu }),x^{\mu }),}
gdzie:
- {\displaystyle x^{\mu }=(x^{0},x^{1},x^{2},x^{3})=(x^{0},{\vec {x}})} – czterowektor położenia punktu w czasoprzestrzeni,
- {\displaystyle x^{0}=c\,t} – współrzędna czasowa,
- {\displaystyle \varphi (x^{\mu })} – wartość pola w punkcie czasoprzestrzeni {\displaystyle x^{\mu },}
- {\displaystyle \int d^{3}x\equiv \int _{-\infty }^{+\infty }dx^{1}\int _{-\infty }^{+\infty }dx^{2}\int _{-\infty }^{+\infty }dx^{3},}
- {\displaystyle \partial _{\mu }\varphi =\left({\frac {\partial \varphi }{\partial x^{0}}},{\frac {\partial \varphi }{\partial x^{1}}},{\frac {\partial \varphi }{\partial x^{2}}},{\frac {\partial \varphi }{\partial x^{3}}}\right)} – kowariantny czterowektor pochodnych cząstkowych pola.